# 田中貴大
田中 貴大（たなか たかひろ、1993年11月22日 - ）は東京都出身のプロサッカー選手。ポジションはディフェンダー。

## 来歴
東京ヴェルディの育成組織出身で、ユースの同期に俳優の竹内涼真がいる。ユース在籍中には日本クラブユースサッカー選手権 (U-18)大会の連覇に貢献した。
ユース卒団後、南秀仁・舘野俊祐・杉本竜士と共にトップチームに昇格。2013年にはFC町田ゼルビアに期限付き移籍し 19試合に出場したが、1年で復帰。しかし、復帰後はなかなか出場機会が得られず、2013年シーズン終了後に契約満了が発表された。
2015年シーズンは当時関東リーグ1部所属だったブリオベッカ浦安に加入。主力として浦安のJFL昇格にも貢献した。
2019年、J2のレノファ山口FCに加入。カテゴリーを一気に3つ上げて5年ぶりのJリーグ復帰となった。山口での出場機会はなく、同年8月にJFLの鈴鹿アンリミテッドFCに期限付き移籍。シーズン終了後、山口を契約満了で退団（鈴鹿への期限付き移籍も終了）。
2020年、シンガポールプレミアリーグのタンジョン・パガー・ユナイテッドFCへ完全移籍。4アシストを記録し、そのシーズンのDFトップタイのアシスト数となった。
2021年2月、FC刈谷に完全移籍。2022年1月14日、退団が発表された。
2022年3月4日、品川CC横浜に移籍することが発表された。

## プレースタイル
スピード豊かなオーバーラップが持ち味で、東京V入団時には自らのプレイスタイルがチームメイトの森勇介に近いと分析している。

## 所属クラブ
ユース経歴
- 2000年 - 2002年 UNO八王子FC
- 2003年 - 2005年 ヴェルディジュニア
- 2006年 - 2008年 東京ヴェルディジュニアユース
- 2009年 - 2011年 東京ヴェルディユース (東京都立八王子北高等学校)

プロ経歴
- 2012年 - 2014年  東京ヴェルディ
  - 2013年  FC町田ゼルビア (期限付き移籍)
- 2015年 - 2018年  ブリオベッカ浦安
- 2019年  レノファ山口FC
  - 2019年8月 - 12月 鈴鹿アンリミテッドFC(期限付き移籍)
- 2020年  タンジョン・パガー・ユナイテッドFC
- 2021年  FC刈谷
- 2022年 -  品川CC横浜

## 個人成績
| 国内大会個人成績 | 国内大会個人成績 | 国内大会個人成績 | 国内大会個人成績 | 国内大会個人成績 | 国内大会個人成績 | 国内大会個人成績 | 国内大会個人成績 | 国内大会個人成績 | 国内大会個人成績 | 国内大会個人成績 | 国内大会個人成績 |
| 年度             | クラブ           | 背番号           | リーグ           | リーグ戦         | リーグ戦         | リーグ杯         | リーグ杯         | オープン杯       | オープン杯       | 期間通算         | 期間通算         |
| 年度             | クラブ           | 背番号           | リーグ           | 出場             | 得点             | 出場             | 得点             | 出場             | 得点             | 出場             | 得点             |
| 日本             | 日本             | 日本             | 日本             | リーグ戦         | リーグ戦         | リーグ杯         | リーグ杯         | 天皇杯           | 天皇杯           | 期間通算         | 期間通算         |
| ---------------- | ---------------- | ---------------- | ---------------- | ---------------- | ---------------- | ---------------- | ---------------- | ---------------- | ---------------- | ---------------- | ---------------- |
| 2012             | 東京V            | 28               | J2               | 5                | 0                | -                | -                | 0                | 0                | 5                | 0                |
| 2013             | 町田             | 17               | JFL              | 19               | 0                | -                | -                | -                | -                | 19               | 0                |
| 2014             | 東京V            | 20               | J2               | 5                | 0                | -                | -                | 0                | 0                | 5                | 0                |
| 2015             | 浦安             | 21               | 関東1部          | 17               | 3                | -                | -                | -                | -                | 17               | 3                |
| 2016             | 浦安             | 21               | JFL              | 22               | 0                | -                | -                | -                | -                | 22               | 0                |
| 2017             | 浦安             | 21               | JFL              | 14               | 0                | -                | -                | 1                | 0                | 15               | 0                |
| 2018             | 浦安             | 21               | 関東1部          | 17               | 0                | -                | -                | -                | -                | 17               | 0                |
| 2019             | 山口             | 21               | J2               | 0                | 0                | -                | -                | 0                | 0                | 0                | 0                |
| 2019             | 鈴鹿             | 27               | JFL              | 10               | 0                | -                | -                | -                | -                | 10               | 0                |
| シンガポール     | シンガポール     | シンガポール     | シンガポール     | リーグ戦         | リーグ戦         | リーグ杯         | リーグ杯         | シンガポール杯   | シンガポール杯   | 期間通算         | 期間通算         |
| 2020             | TPU              | 7                | プレミア         | 12               | 0                | -                | -                | -                | -                | 12               | 0                |
| 日本             | 日本             | 日本             | 日本             | リーグ戦         | リーグ戦         | リーグ杯         | リーグ杯         | 天皇杯           | 天皇杯           | 期間通算         | 期間通算         |
| 2021             | 刈谷             | 24               | JFL              | 25               | 2                | -                | -                | 1                | 0                | 26               | 2                |
| 通算             | 日本             | 日本             | J2               | 10               | 0                | -                | -                | 0                | 0                | 10               | 0                |
| 通算             | 日本             | 日本             | JFL              | 90               | 2                | -                | -                | 2                | 0                | 92               | 2                |
| 通算             | 日本             | 日本             | 関東1部          | 34               | 3                | -                | -                | -                | -                | 34               | 3                |
| 通算             | シンガポール     | シンガポール     | プレミア         | 12               | 0                | -                | -                | -                | -                | 12               | 0                |
| 総通算           | 総通算           | 総通算           | 総通算           | 146              | 5                | -                | -                | 2                | 0                | 148              | 5                |

その他公式戦
- 2021年
  - JFL・地域リーグ入れ替え戦 1試合0得点
- Jリーグ初出場-2012年5月6日 J2第13節 水戸ホーリーホック戦（ケーズデンキスタジアム水戸）
- Jリーグ初得点-

## タイトル
東京ヴェルディユース
- 日本クラブユースサッカー選手権 (U-18)大会 (2010年, 2011年)